# Einsiedelwaran
Der Einsiedelwaran (Varanus eremius) ist eine in Australien endemische Art der Schuppenkriechtiere aus der Gattung der Warane (Varanus). Er wird zu der Untergattung Odatria gezählt. Die Erstbeschreibung erfolgte 1895 durch Lucas & Frost. In der englischen Sprache wird die Art rusty desert monitor und pygmy desert monitor genannt.

## Körperbau, Aussehen
Dieser Zwerg unter den mittelgroßen Waranen erreicht im ausgewachsenen Stadium eine Gesamtkörperlänge von 50 cm. Seine Oberseite erstrahlt in einer hell bis dunkel rötlich-braunen Grundfärbung. Zahlreiche schwarz bis tiefblaue Flecke sind kreuz und quer auf der Haut verteilt. Sein muskulöser Schwanz ist abwechselnd mit cremefarbenen und tiefbraunen Längsstreifen gezeichnet. Diese gehen oft von der Basis des Schwanzes zum Körper hin in Punkte über. Seine Unterseite hat eine weißliche Färbung. Ein auffälliger schwarzer Streifen entspringt an der Schnauze und verläuft über die Augen.

## Verbreitung
Varanus eremius lebt in West- und Zentralaustralien, in den Bundesstaaten und Territorien Western Australia, South Australia, Northern Territory und auch in einem kleinen Areal in Queensland. Der Einsiedelwaran ist die am weitesten verbreitete Art der Untergattung Odatria. Die von ihm bevorzugten Lebensraumtypen sind die weit ausgedehnten und für Australien typischen Wüsten und Halbwüsten.

## Verhalten
Diese Art verbringt ihr ganzes Leben hauptsächlich auf dem Boden und klettert nur selten auf Bäume. Bei der Erforschung der Nahrungsgewohnheiten wurden mehrere tote Exemplare seziert. Die Mageninhalte haben gezeigt, dass der Einsiedelwaran sich zu 76 % von anderen kleineren Echsen ernährt. Der Rest der gefressenen Tiere waren große Heuschrecken und gelegentlich auch Skorpione.